# 10375 Michiokuga
A 10375 Michiokuga (ideiglenes jelöléssel 1996 HM1) a Naprendszer kisbolygóövében található aszteroida. Nakamura, A. fedezte fel 1996. április 21-én.